# Rustlers' Valley
Rustlers' Valley è un film del 1937 diretto da Nate Watt.
È un western statunitense con William Boyd, George 'Gabby' Hayes e Russell Hayden. Fa parte della serie di film western incentrati sul personaggio di Hopalong Cassidy (interpretato da Boyd) creato nel 1904 dallo scrittore Clarence E. Mulford. È basato sul romanzo del 1924 Rustler's Valley di Mulford.

## Produzione
Il film, diretto da Nate Watt su una sceneggiatura di Harry O. Hoyt, fu prodotto da Harry Sherman. tramite la Harry Sherman Productions e girato, tra le altre location, nel Columbia State Historic Park a Columbia e a Kernville, in California.

## Distribuzione
Il film fu distribuito negli Stati Uniti dal 23 luglio 1937 al cinema dalla Paramount Pictures.
Altre distribuzioni:
- in Svezia il 6 novembre 1937 (En chans på hundra)
- in Finlandia il 5 dicembre 1937 (Kostaja vuorilta)
- negli Stati Uniti il 15 marzo 1947 (redistribuzione)
- in Austria (Im Hinterhalt)
- in Brasile (O Fim da Quadrilha)

## Promozione
Le tagline sono:
- This Rip-Roarin', Gun-Totin' Hombre Blats His Way To New Glories!
- A GIRL'S THE PAWN IN THIS MAN'S GAME! Hopalong Cassidy plays an undercover game in the most thrilling of all his famous adventures!
- CASSIDY'S GUNS ARE BLAZING! To save a pal! To rescue a girl!
- A One-Hundred-To-One Shot Against Him... BUT THAT DOESN'T STOP CASSIDY!